# Mesogastrura libyca
Mesogastrura libyca (лат.) — вид скрыточелюстных членистоногих подкласса ногохвостки из семейства Hypogastruridae. 

## Распространение
Европа, Северная Африка, Австралия, Южная Америка. 

## Описание
Длина около 1,5 мм. Основная окраска белая с синими отметинами. Анальные шипики на вершине VI сегмента брюшка отсутствуют. Вид был впервые описан в 1914 году под первоначальным названием Beckerella libyca Caroli, 1914.